# Gillellus healae
Gillellus healae är en fiskart som beskrevs av Dawson 1982. Gillellus healae ingår i släktet Gillellus och familjen Dactyloscopidae. IUCN kategoriserar arten globalt som livskraftig. Inga underarter finns listade i Catalogue of Life.